# Jasnaja Poljana
Jàsnaja Poljàna (in russo Ясная Поляна?, «Radura Serena») è la tenuta in cui visse, operò e fu sepolto lo scrittore russo Lev Tolstoj, ubicata nello Ščëkinskij rajon, a dodici chilometri da Tula, città della Russia europea.

## Storia

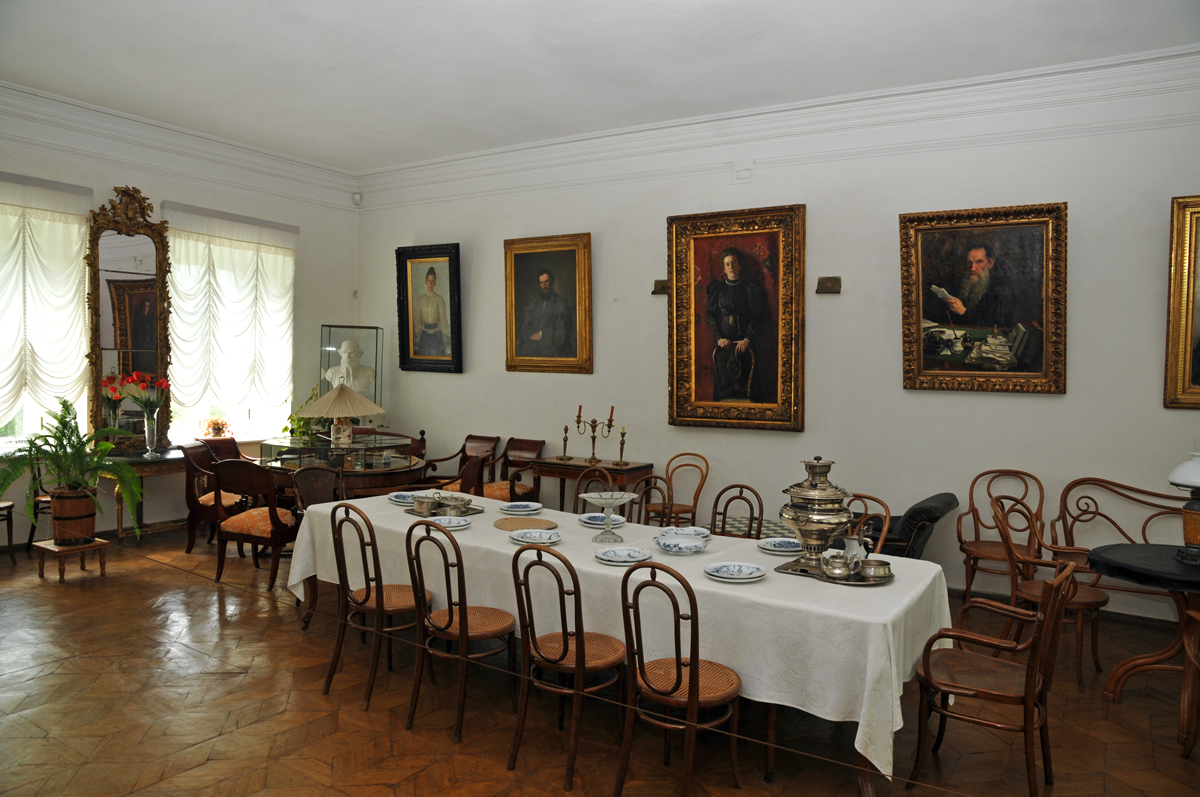
La sala da pranzo

Il luogo fu occupato e parzialmente profanato dai tedeschi durante la seconda guerra mondiale, ma gli oggetti più importanti che vi erano custoditi, previamente allontanati dalla tenuta, furono reintrodotti nel museo dopo il 1945. Ad oggi il podere di Tolstoj costituisce una delle attrazioni turistiche più visitate della Russia.
Tolstoj, ereditata la villa dalla madre, la principessa Volkonskaja, vi trascorse l'infanzia. Da giovane dovette venderla per pagare le perdite al gioco: essa fu ceduta ad un vicino di casa che smontò pezzo per pezzo la palazzina nobile per ricostruirla sulle sue terre; rimase a Tolstoj solo la dépendance dell'antica residenza.

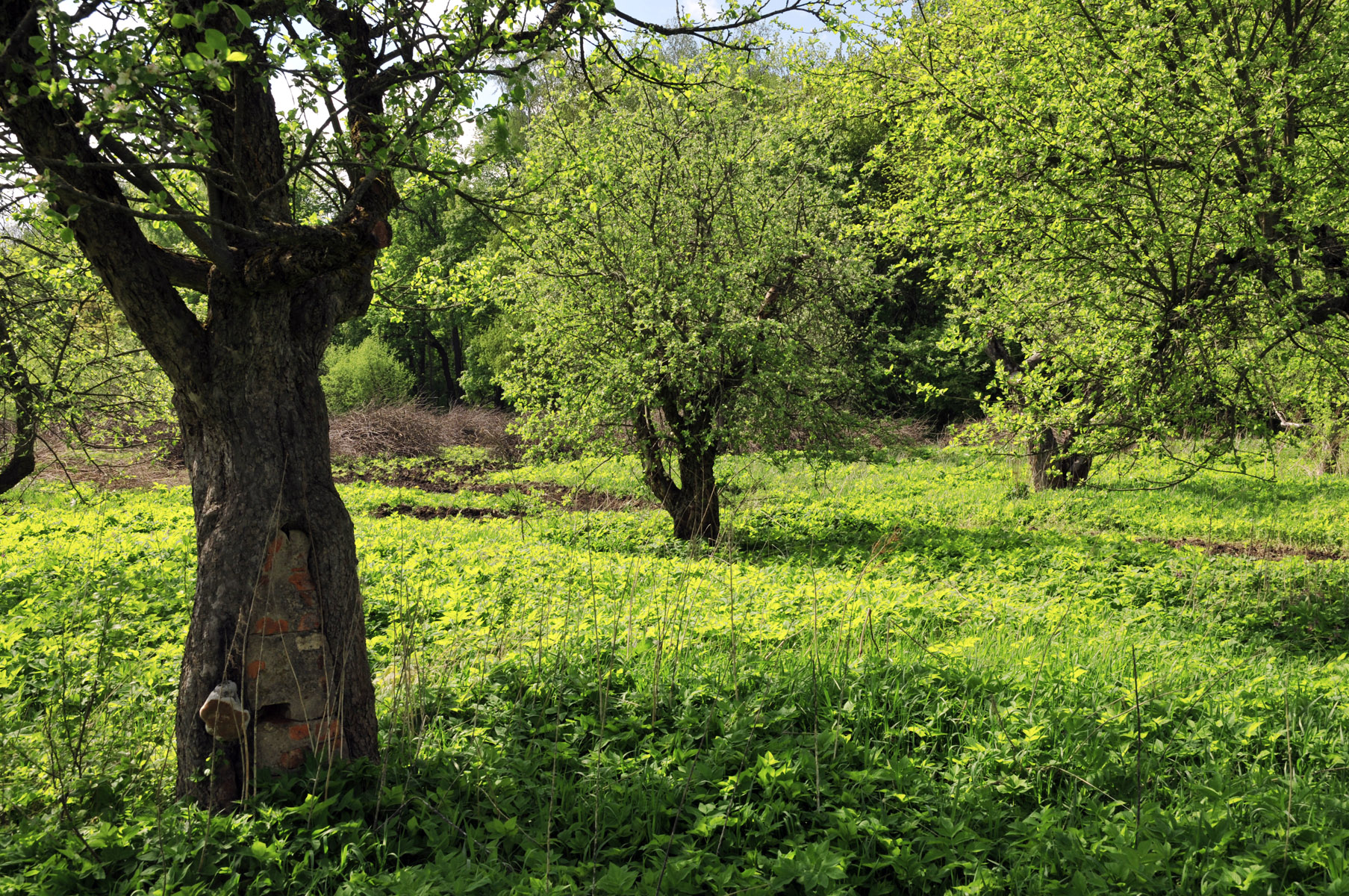
Piante di melo centenarie

Dopo il servizio militare ed i viaggi per l'Europa, lo scrittore fece ritorno a quel che restava della villa e, sposatosi, vi risiedette con la famiglia per tutta la vita (eccezion fatta per alcuni anni trascorsi a Mosca). Fu infatti a Jasnaja Poljana che elaborò i suoi capolavori maggiori, tra cui Guerra e pace e Anna Karenina:
(Lev Tolstoj)
Dopo la morte dello scrittore, la residenza fu trasformata in un museo celebrativo, tuttora visitabile, nel quale sono custoditi i ventiduemila volumi della sua biblioteca oltre a numerosi suppellettili ed effetti personali. La prima direttrice del museo fu la figlia dello stesso scrittore, Aleksandra Tolstaja, cui è subentrato attualmente un discendente. Sull'orlo di un dirupo, nei pressi di Jasnaja Poljana, è situato l'umile sepolcro di Tolstoj, privo di croce e di epitaffio e sommerso interamente dall'erba, così come lo scrittore desiderava che fosse.

## Le mele di Tolstoj
Tolstoj, conformemente ad un'usanza propiziatoria russa, si dedicò personalmente alla realizzazione di un frutteto di 8.550 esemplari all'interno della tenuta. Allo scopo, lo scrittore utilizzò 7.900 alberi di melo dell'Alto Adige, regione allora inclusa nell'Impero austro-ungarico, una varietà corrispondente a quella della Val di Non.

## Galleria d'immagini

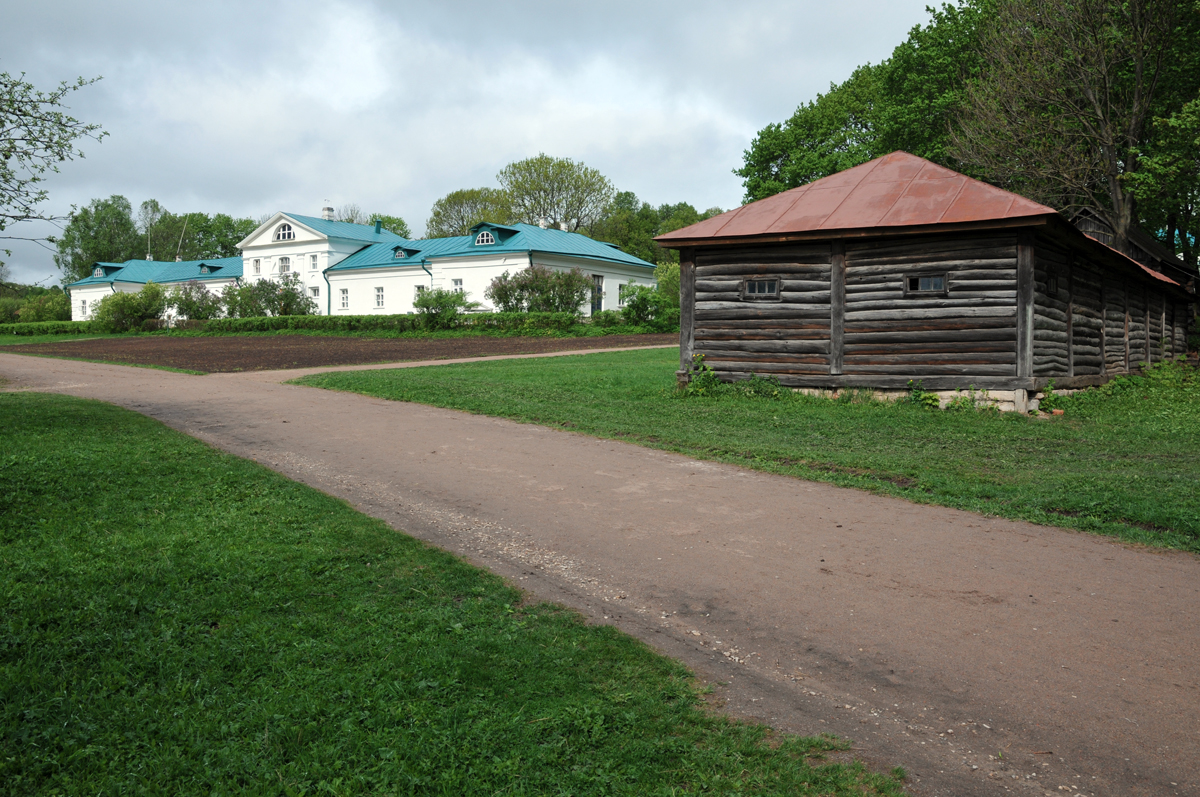
Casa Volkonskaja
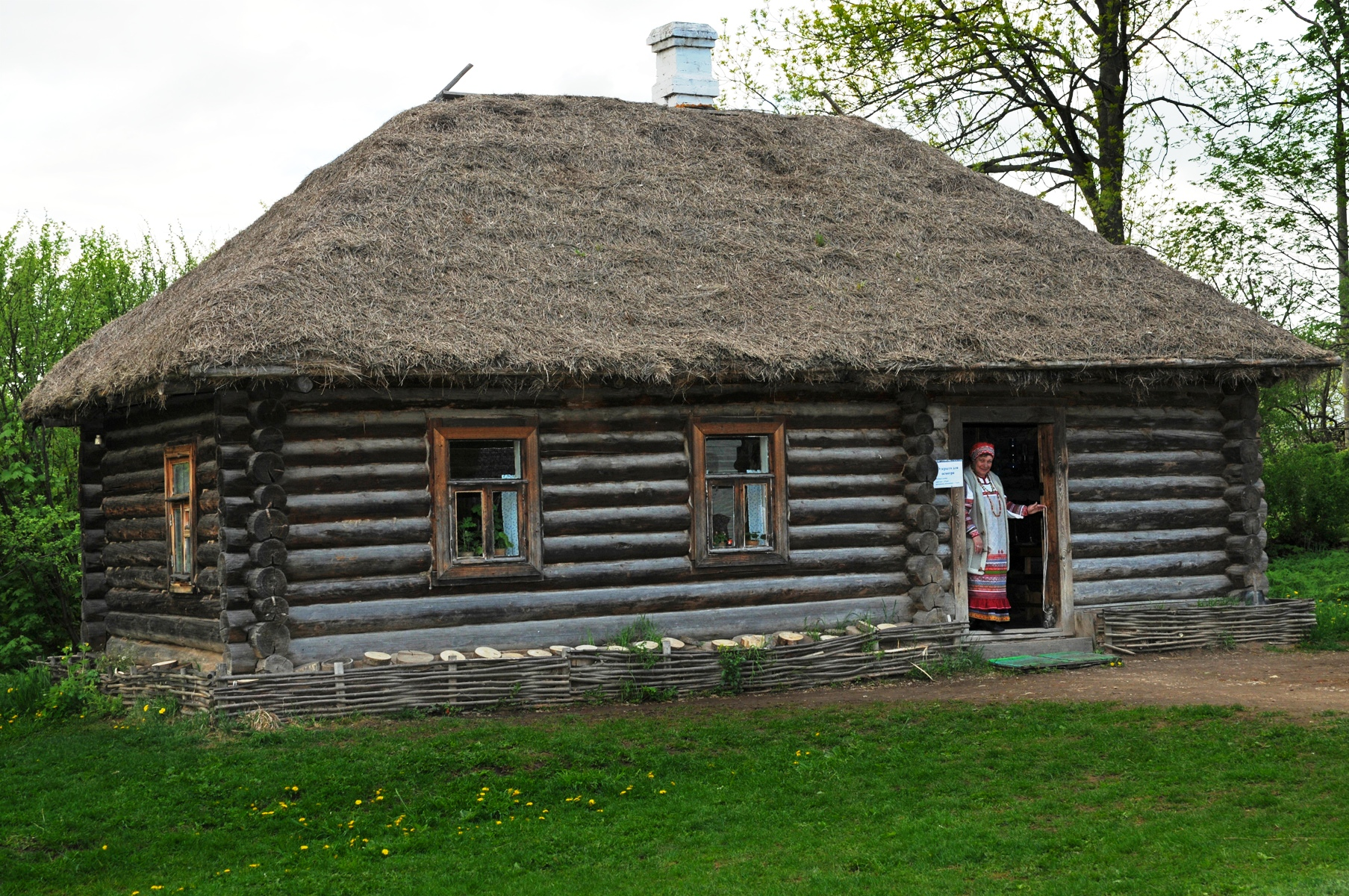
Casetta in legno con guida figurante
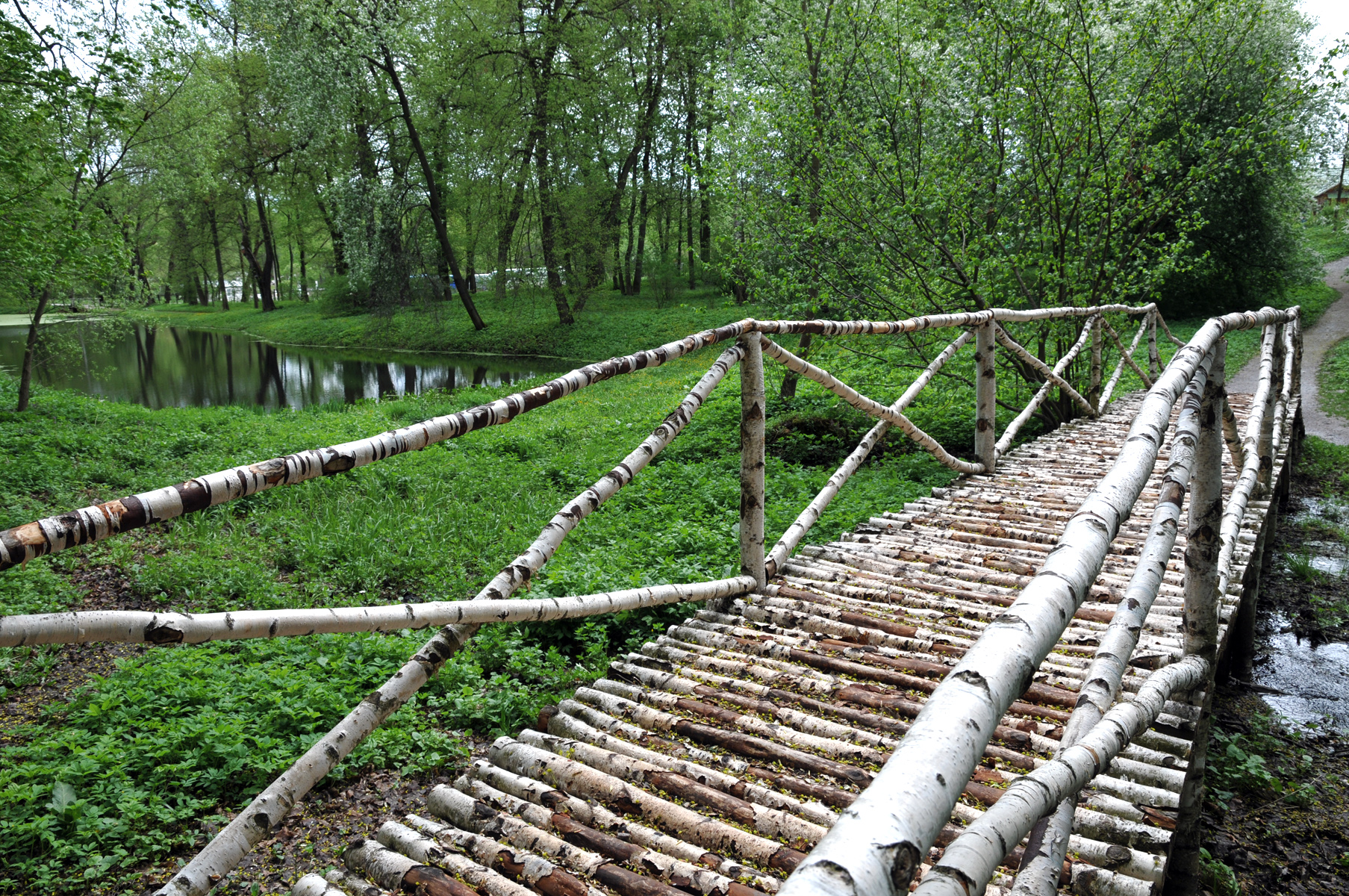
Ponte di betulla
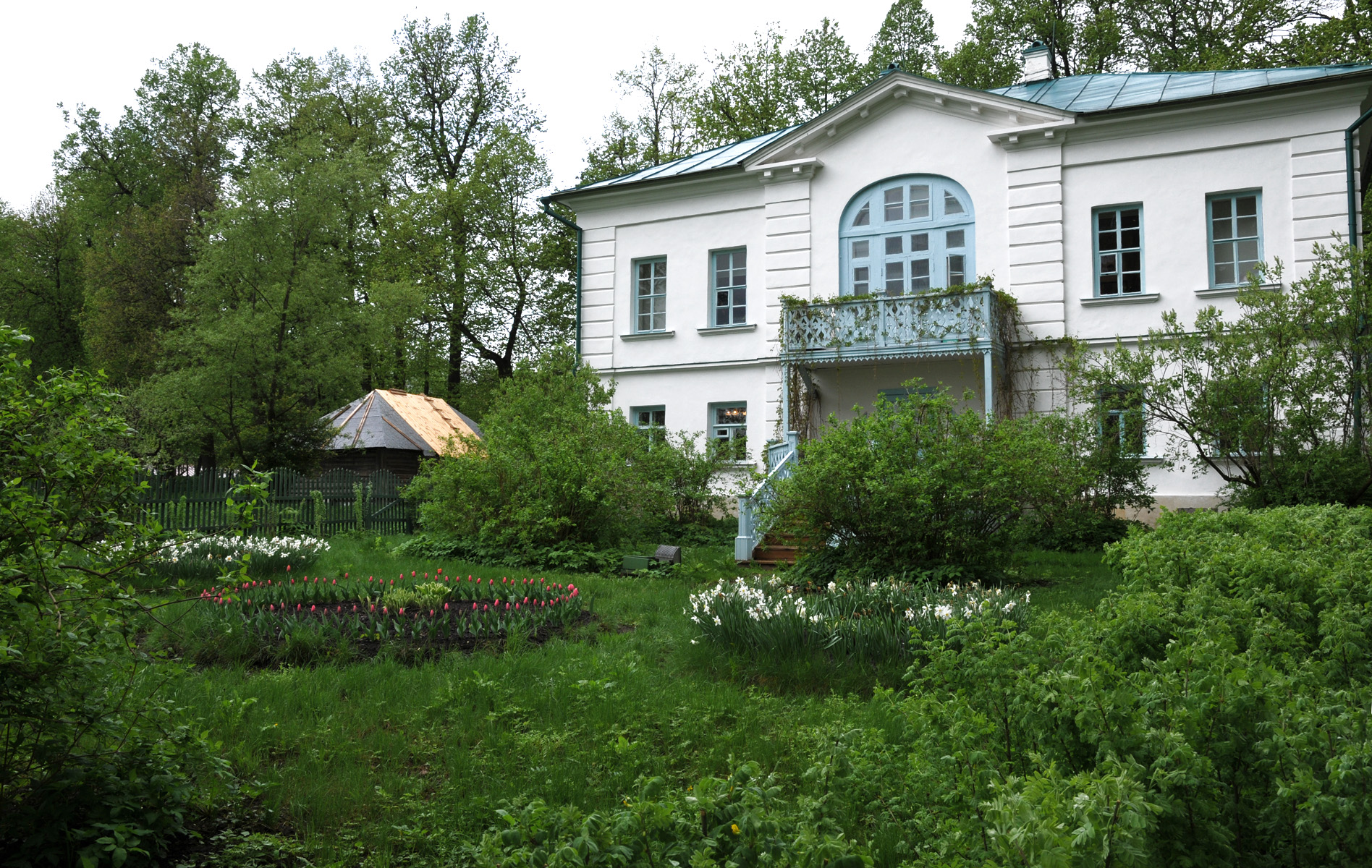
Particolare della tenuta
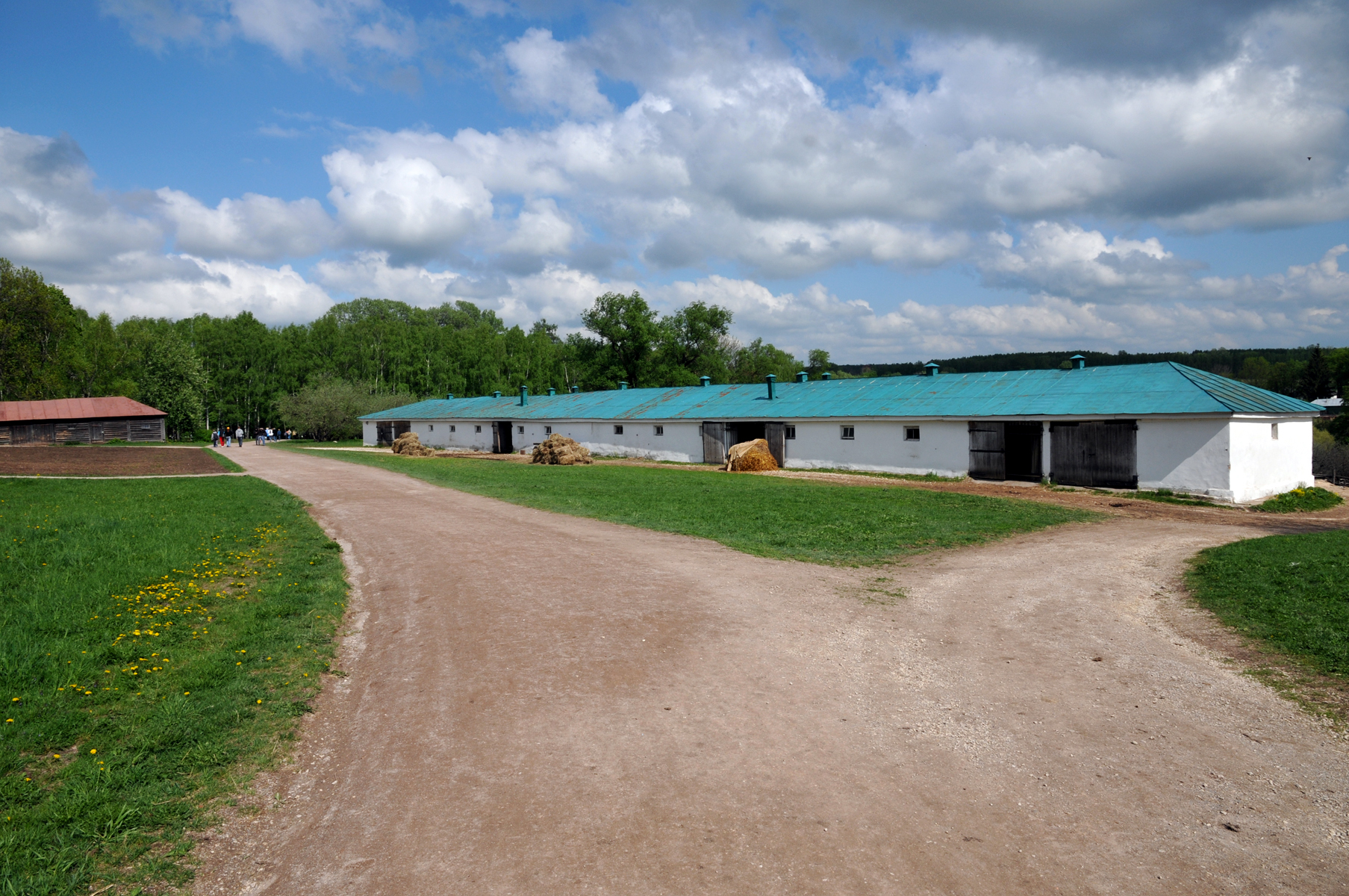
Le stalle dei cavalli
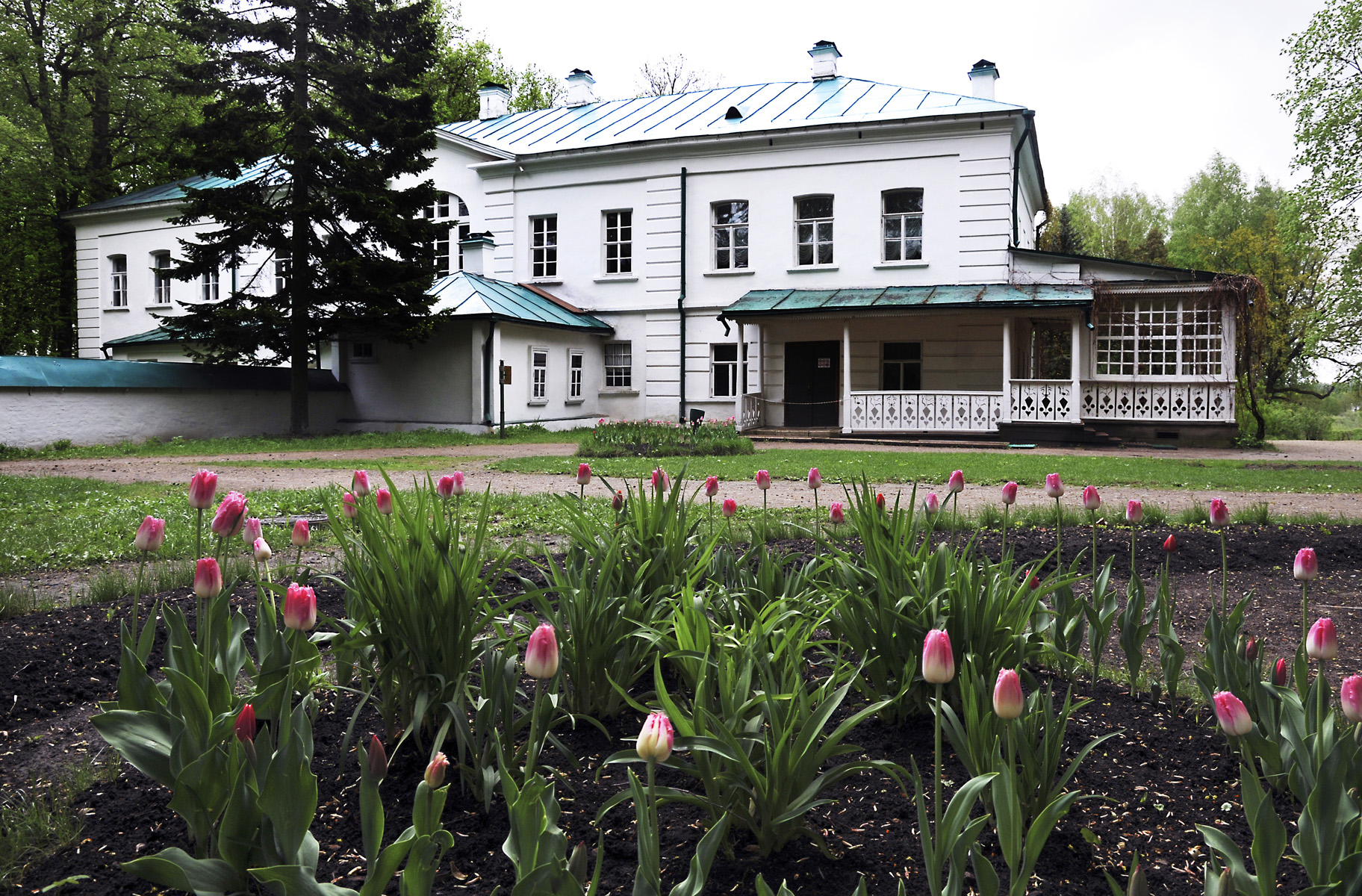
La casa dello scrittore
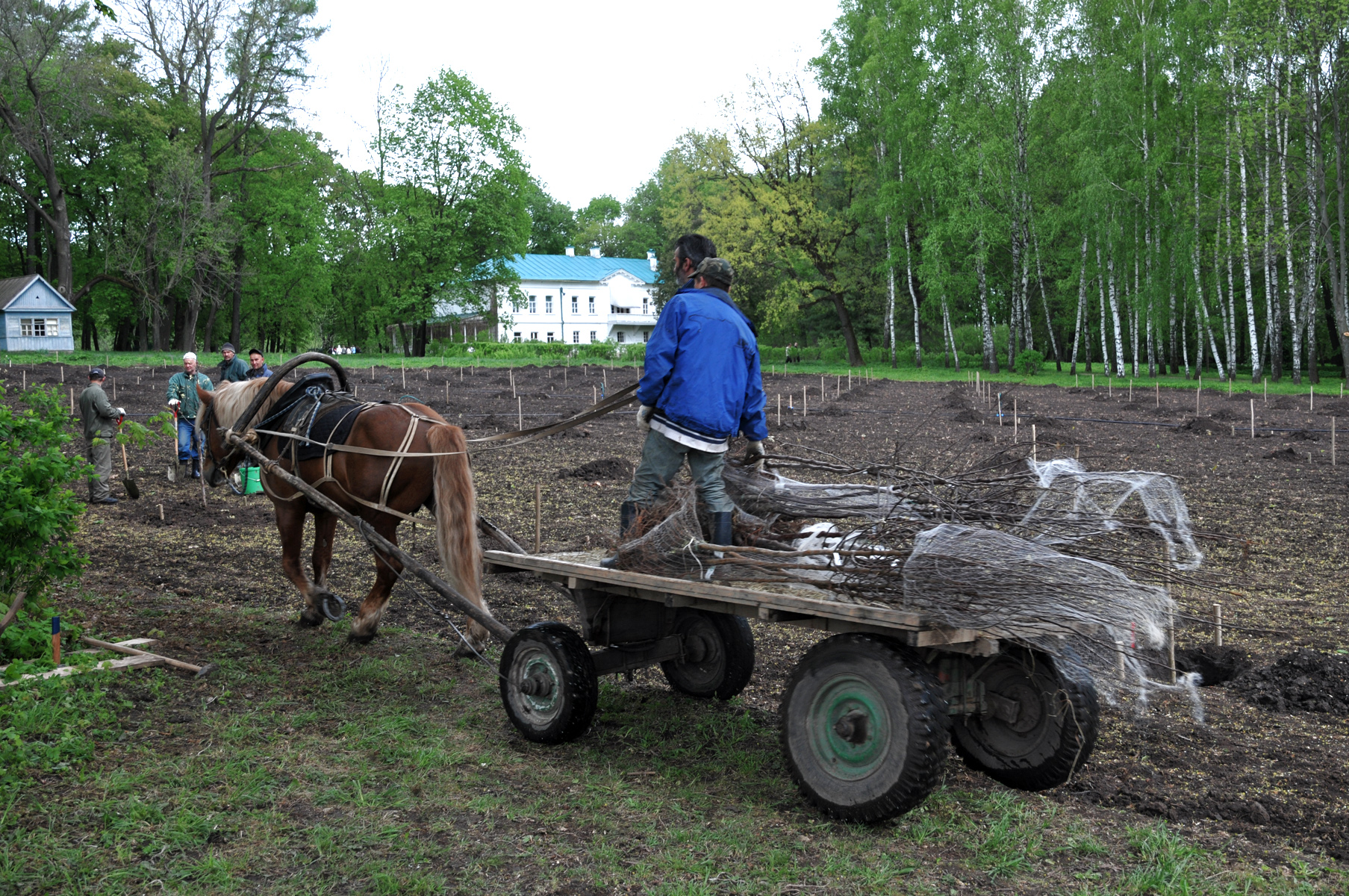
Contadini al lavoro nel nuovo meleto
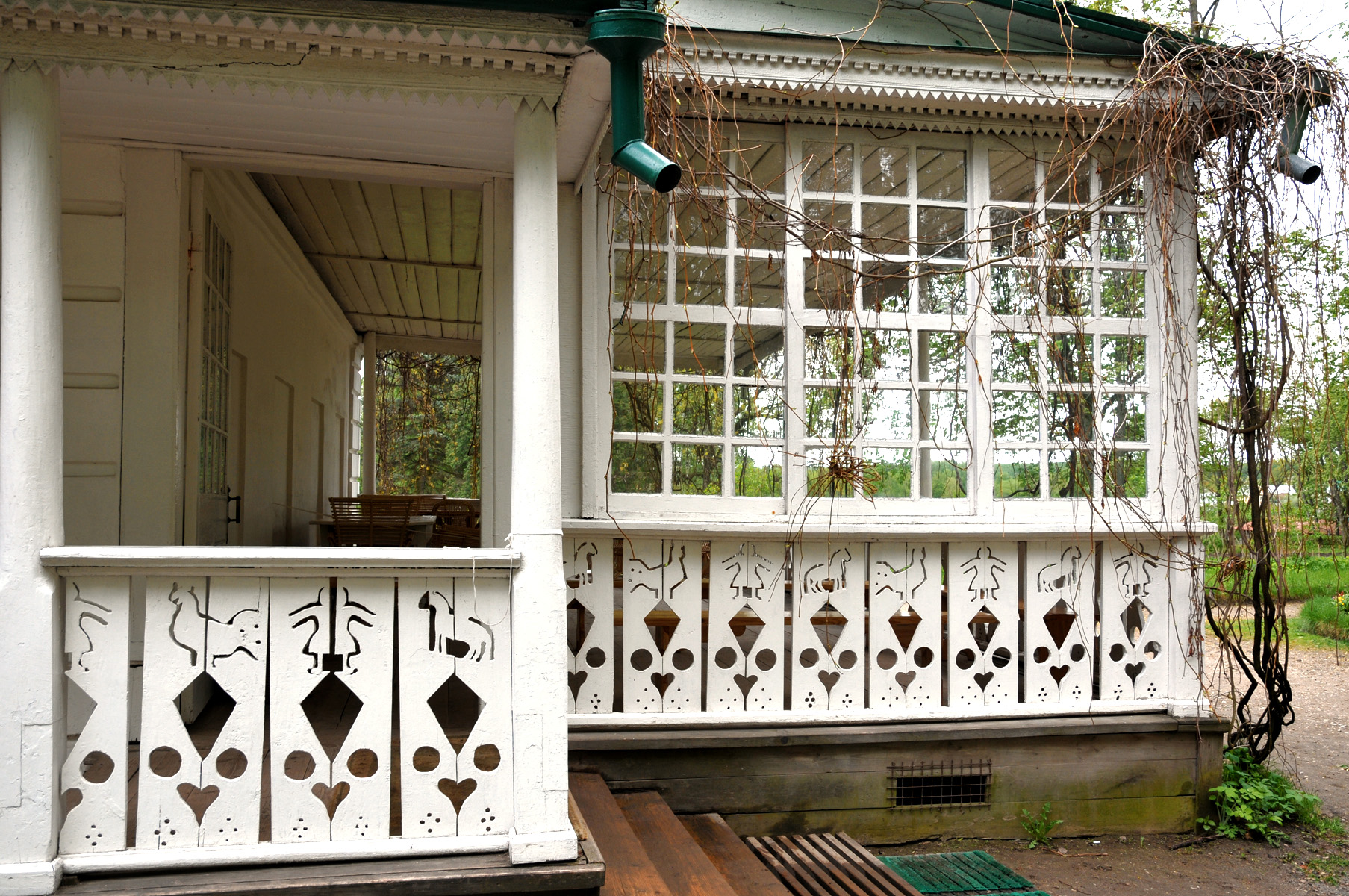
La veranda della casa museo
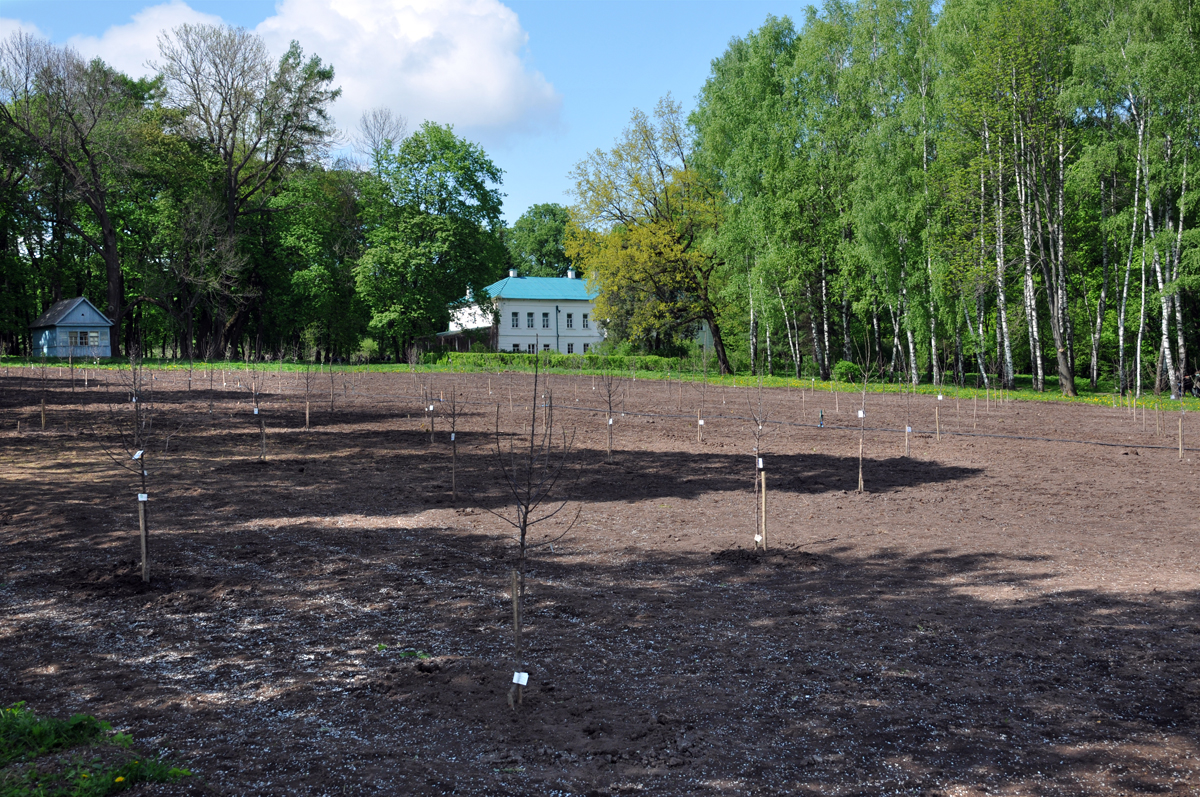
Il nuovo impianto del progetto "Il meleto di Tolstoj"
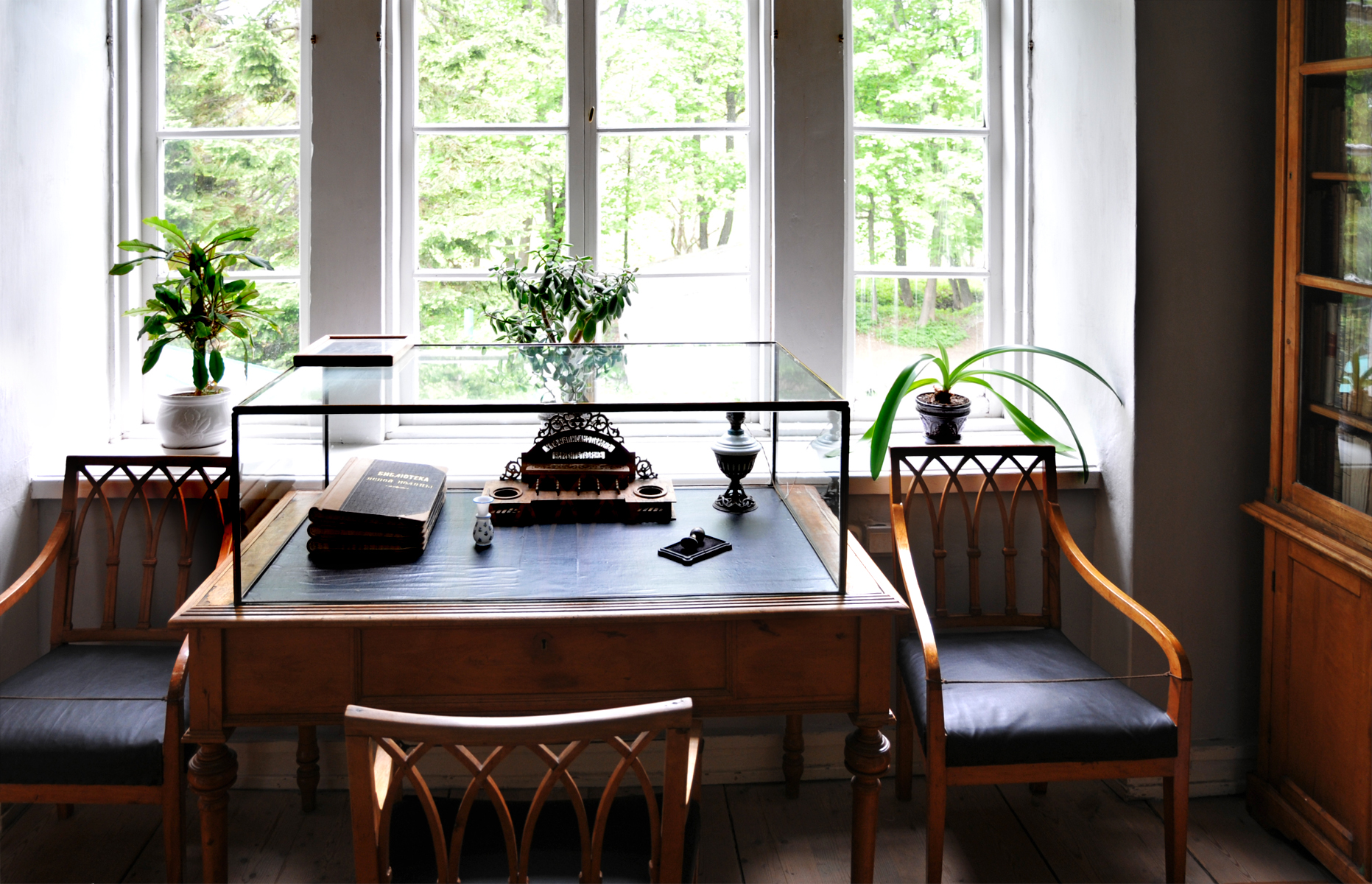
Lo scrittoio di Lev Tolstoj
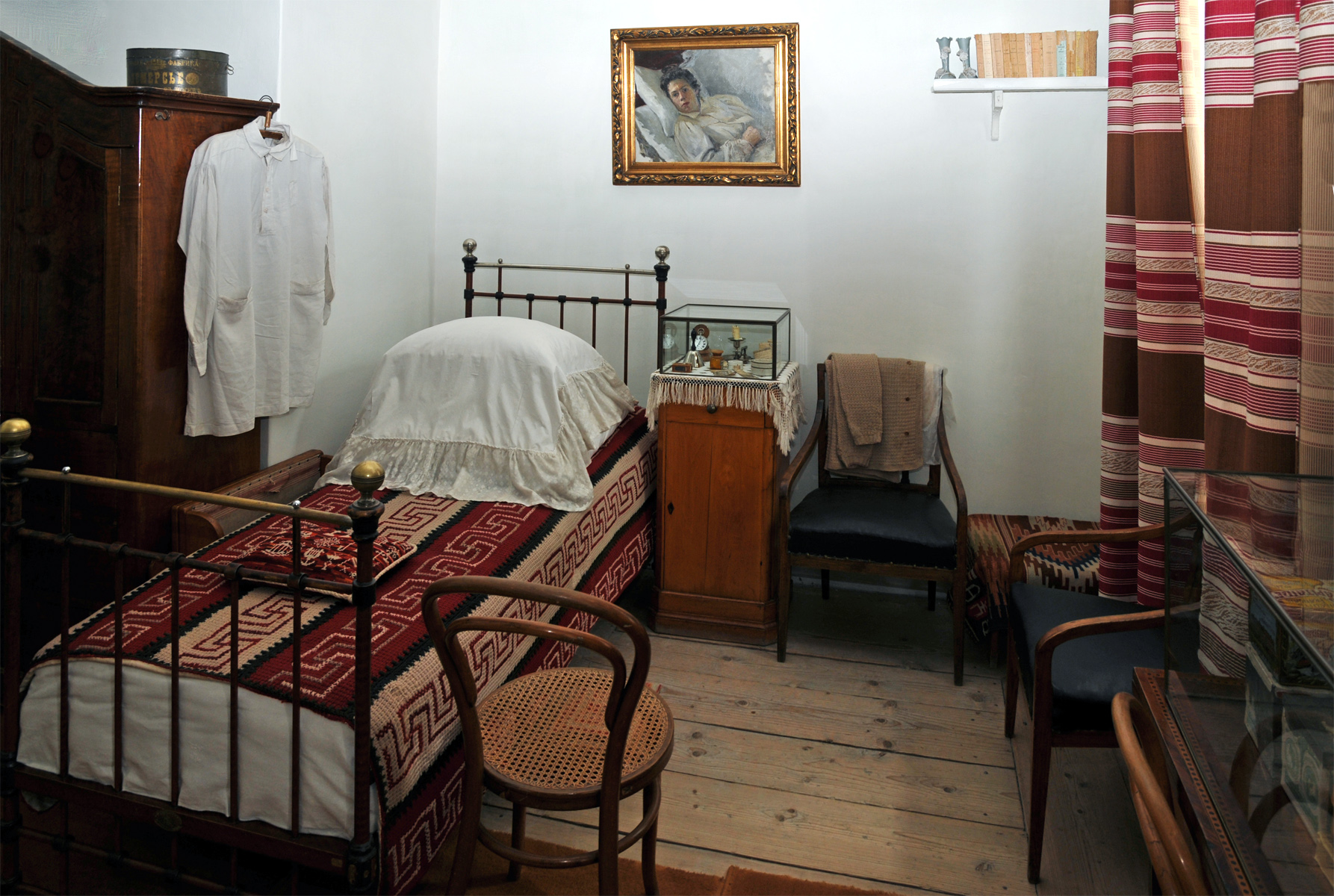
La stanza da letto di Lev Tolstoj